# Periphylla periphylla
Periphylla periphylla is een schijfkwal uit de familie Periphyllidae. De kwal komt uit het geslacht Periphylla. Periphylla periphylla werd in 1810 voor het eerst wetenschappelijk beschreven door Péron & Lesueur. 